# Jean Philippe d'Orléans
Jean Philippe d'Orléans, dit « le chevalier d'Orléans » ou « le grand prieur d'Orléans », est né le 28 août 1702 à Paris, et mort le 16 juin 1748 à Paris.

## Biographie
Fils naturel que Philippe, duc d'Orléans, neveu et gendre du roi, futur régent du royaume, eut de  Marie Louise Madeleine Victoire Le Bel de La Boissière de Séry, comtesse d'Argenton, il est légitimé en 1706. Les lettres patentes sont données à Versailles au mois de juillet 1706, enregistrées en la Chambre des comptes le 18 du même mois et au Parlement de Paris, le 27 septembre suivant.

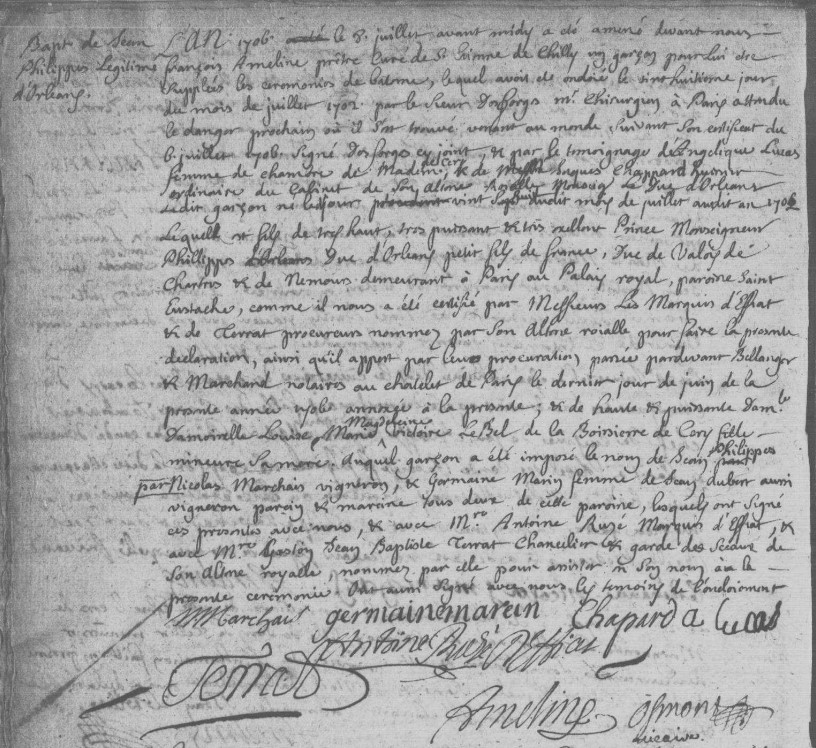
Acte de baptême de Jean Philippe d'Orléans (Chilly, 8 juillet 1706).

Ondoyé le jour de sa naissance par Desforges, maître chirurgien à Paris, il est baptisé le 8 juillet 1706 en l'église de Chilly-Mazarin, y ayant été apporté par Antoine Ruzé, marquis d'Effiat, seigneur de Chilly-Mazarin (premier écuyer et premier veneur du duc d'Orléans), et Gaston Jean-Baptiste Terrat, marquis de Chantosme, chancelier et garde des sceaux du duc d'Orléans. 
Il est élevé au Collège des Jésuites à Paris. 
De septembre 1715 à février 1723, son père, le duc d'Orléans,  assure la régence du royaume pendant la minorité du roi Louis XV et gouverne le royaume. En juin 1716, à la suite de la démission du maréchal de Tessé, il nomme Jean-Philippe qui vient d'avoir 14 ans général des galères de France. Le jeune homme prête serment de fidélité le 27 août 1716. Il prend au sérieux cette charge, qui était devenue, au fil des ans, purement honorifique, et s'efforce d'apprendre la navigation et le commandement des bateaux. Il obtient des crédits pour remettre la flotte en état et mettre en chantier de nouveaux bâtiments. Le corps des galères est liquidé trois mois après sa mort, survenue en 1748.
Il se fait parallèlement nommer grand prieur de l'ordre de Saint-Jean de Jérusalem en France, à la suite de la démission du chevalier de Vendôme. Cette résignation est confirmée par le pape Clément XI et acceptée par le grand maître, le 21 septembre 1719. Il se rend à Malte pour ses vœux. La cérémonie eut lieu le 26 septembre 1719. Deux jours plus tard, il prête serment entre les mains du lieutenant du grand maître et est installé au Conseil de l'ordre de Saint-Jean de Jérusalem à sa place de grand prieur de France. Il prête de nouveau serment entre les mains de Louis XV, le 11 février 1720. Il fait décorer par Jean-Marc Nattier le Palais du Temple, résidence parisienne du grand prieur.
Le 8 janvier 1721, il devient abbé Commendataire de l'abbaye d'Hautvillers dans la Marne, quatre mois après le décès du précédent abbé, Monseigneur de Noailles. Il prend possession de son siège le 13 février 1722.
Il eut de la duchesse de Villars née Amable Gabrielle de Noailles, une petite-nièce de Madame de Maintenon mariée le 5 août 1721 avec Honoré-Armand de Villars, une fille, Amable Angélique de Villars (18 mars 1723 - Versailles 16 septembre 1771), qui épousa le 4 février 1744, Guy-Félix Pignatelli (1720-1753) comte d'Egmont, prince de Gavre, duc de Bisaccia et grand d'Espagne (Veuve, elle prit le voile au couvent du Calvaire à Paris le 18 juin 1754 et fit profession le 20 juin 1755).
Enfin, Jean-Philippe d'Orléans accomplit différentes missions diplomatiques pour le compte de son cousin Louis XV. Il accompagne Mademoiselle de Beaujolais jusqu'en Espagne où il est reçu grand d'Espagne par Philippe V le 28 février 1723. Il fait le voyage de Paris à Cannes pour aller saluer de la part du Roi, le 17 décembre 1731, Charles, infant d'Espagne et nouveau duc de Parme. Ce prince deviendra Roi d'Espagne sous le nom de Charles III en 1759.
Il est élu le 12 mai 1734 au 16e fauteuil de l'Académie de Marseille.
Jean-Philippe d'Orléans meurt à Paris le 16 juin 1748 dans sa 46e année.

### Sources et bibliographie
- Abbé Manceaux, Histoire de l'abbaye et du village d'Hautvillers, t. 3, Épernay, L. Doublat, 1880, 638 p. (lire en ligne), p. 73-125.